# Kiss Me Once
Kiss Me Once è il dodicesimo album in studio della cantante australiana Kylie Minogue, pubblicato il 14 marzo 2014 dall'etichetta Parlophone.
Il disco è stato pubblicato in Nord America il 18 marzo dalla Warner Bros. Records, diventando il primo album pubblicato sotto tale etichetta, dopo che Minogue si era trasferita alla Capitol Records nel 2013, alla EMI e alla Universal nel 2011.

## Descrizione

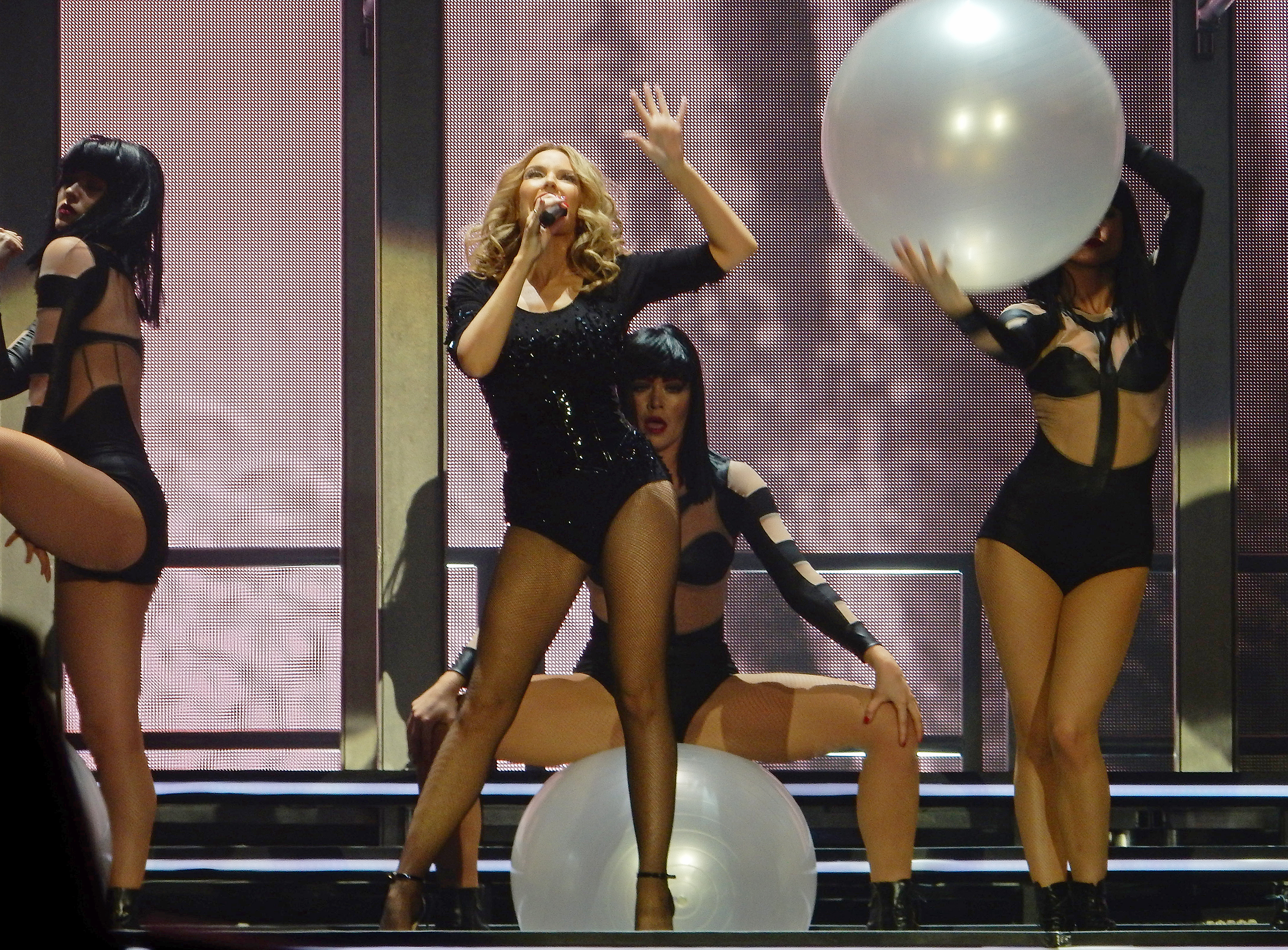
La cantante durante il Kiss Me Once Tour.

Kiss Me Once è stato pubblicato a distanza di quasi quattro anni dal disco precedente, Aphrodite, uscito nel giugno 2010 ed è risultato essere il primo pubblicato dopo il contratto manageriale di Kylie con la Roc Nation.
Registrato sotto la protezione della Roc Nation tra il 2012 e il 2013, è stato promosso dal singolo apripista Into the Blue, pubblicato il 27 gennaio 2014. A questa canzone è poi seguita un brano promozionale, Sexercize, pubblicato il 19 marzo 2014. Per promuovere l'album, Kylie Minogue si è esibita in un concerto speciale in un pub di Londra il 13 febbraio 2014. Il giorno dopo si è esibita a Parigi.
Per continuare la promozione dell'album, la cantante ha annunciato il Kiss Me Once Tour, che inizierà il 24 settembre 2014 alla Echo Arena di Liverpool, in Inghilterra. Il tour comprenderà anche performance in Oceania, nelle Americhe e in Asia.

## Accoglienza
| Recensione             | Giudizio |
| ---------------------- | -------- |
| AllMusic               |          |
| The Guardian           |          |
| Spin                   | 7/10     |
| The New Zealand Herald |          |
| NME                    |          |
| Rolling Stone          |          |
| Slant Magazine         |          |

Accolto generalmente con giudizi favorevoli dalla critica musicale, Kiss Me Once viene commentato dalla giornalista Tim Sendra per AllMusic come «ricco di canzoni che si adattano perfettamente alla voce della Minogue, è l'equivalente del suo precedente disco Aphrodite; [...] è un album scintillante, divertente e sorprendentemente potente che facilmente diviene un nuovo classico della cantante». Nella recensione su NME il progetto viene descritto come la dimostrazione che dopo 26 anni di carriera, Kylie Minogue «possa ancora realizzare un album pop molto moderno e attuale».
Tuttavia, l'album ha suscitato critiche per la produzione e per alcuni materiali, accanto alla mancanza di innovazione di Minogue. Neil McCormick di The Daily Telegraph si è complimentato per il suo «fascino», per gli agganci pop dell'album e per il suono elettronico in generale, ma ha criticato la sua mancanza di innovazione nel campo della produzione e della scrittura di canzoni. Anche Alexis Petridis del The Guardian ha commentato che l'uscita complessiva è stata «piatta e priva di profondità», e ha concluso: «La voce della Minogue non è la più forte, il testo è penoso e il riempimento musicale è sovrabbondante; [...] nonostante ciò Kylie non ha perso la sua abilità nel produrre un prodotto superiore al pop contemporaneo».
Lydia Jenkins del New Zealand Herald ha premiato il disco con tre stelle, e ha ritenuto che nonostante la maggior parte dei contenuti non fossero originali e ricercati, ha evidenziato Into the Blue come brano portante dell'album, apprezzando inoltre Million Miles e Fine. Afferma inoltre che Sexy Love risulti come un'imitazione della canzone California Gurls della cantante statunitense Katy Perry. Chris Bosnan di Consequence ha esortato il pacchetto complessivo come rappresentazione delle qualità camaleontiche della Minogue e ha concluso: «L'eclettismo dell'album produce un disco pop divertente e rinfrescante, anche se leccesso di essenzialismo impedisce al disco di raggiungere la trascendenza".

## Tracce
Edizione standard
1. Into the Blue – 4:08 (Kelly Sheehan, Mike Del Rio, Jacob Kasher Hindlin)
2. Million Miles – 3:28 (Chelcee Grimes, Daniel Davidsen, Peter Wallevik, Mich Hansen)
3. I Was Gonna Cancel – 3:32 (Pharrell Williams)
4. Sexy Love – 3:31 (Wayne Hector, Autumn Rowe, Wallevik, Davidsen, Hansen)
5. Sexercize – 2:47 (Sia Furler, Marcus Lomax, Jordan Johnson, Stefan Johnson, Clarence Coffee, Nella Tahrini)
6. Feels So Good – 3:37 (Tom Aspaul)
7. If Only – 3:21 (Ariel Rechtshaid, Justin Raisen, Daniel Nigro)
8. Les Sex – 3:47 (Amanda Warner, Peter Wade Keusch, Joshua "J.D." Walker, William Rappaport, Henri Lanz)
9. Kiss Me Once – 3:17 (Sia Furler)
10. Beautiful (feat. Enrique Iglesias) – 3:24 (Enrique Iglesias, Mark Taylor, Alex Smith, Samuel Preston)
11. Fine – 3:36 (Karen Poole, Chris Loco, Kylie Minogue)

Durata totale: 38:28
Edizione speciale
1. Mr. President – 4:11 (Kylie Minogue, Kelly Sheehan, Jacob Kasher Hindlin)
2. Sleeping with the Enemy – 3:54 (Claude Kelly, Greg Kurstin)

Durata totale: 8:05
Versione speciale DVD
1. Into the Blue – 4:26 (video musicale)
2. Making of Into the Blue Video – 6:34
3. Into the Blue (Trailer) – 0:17
4. Behind the Scenes of Kiss Me Once Photo Shoot – 3:32
5. Kylie on Kiss Me Once – 12:59

Durata totale: 27:48
Edizione standard giapponese
1. Sparks – 3:32 (Karen Poole, Matt Schwartz)
2. Into the Blue (Yasutaka Nakata (CAPSULE) Remix) – 6:36 (Kelly Sheehan, Mike Del Rio, Jacob Kasher Hindlin)

Durata totale: 10:08
Edizione speciale giapponese
1. Mr. President – 4:11 (Kylie Minogue, Kelly Sheehan, Jacob Kasher Hindlin)
2. Sleeping with the Enemy – 3:54 (Claude Kelly, Greg Kurstin)
3. Sparks – 3:32 (Karen Poole, Matt Schwartz)

Durata totale: 11:37

## Successo commerciale
Kiss Me Once è entrato al secondo posto della Official Albums Chart, diventando il quindicesimo album della cantante ad entrare tra i primi dieci posti. In Australia l'album debutta direttamente al primo posto con 8 166 copie vendute, diventando il quarto album a raggiungere il primo posto. In Nuova Zelanda ha debuttato al tredicesimo posto.

## Classifiche
| Classifica (2014) | Posizione massima |
| ----------------- | ----------------- |
| Australia         | 1                 |
| Austria           | 16                |
| Belgio (Fiandre)  | 10                |
| Belgio (Vallonia) | 13                |
| Canada            | 15                |
| Danimarca         | 20                |
| Finlandia         | 24                |
| Francia           | 10                |
| Germania          | 9                 |
| Giappone          | 40                |
| Irlanda           | 4                 |
| Italia            | 13                |
| Nuova Zelanda     | 13                |
| Paesi Bassi       | 10                |
| Regno Unito       | 2                 |
| Repubblica Ceca   | 6                 |
| Spagna            | 9                 |
| Stati Uniti       | 31                |
| Svizzera          | 8                 |
| Ungheria          | 1                 |

## Date di pubblicazione
| Stato       | Data          | Formato                                          | Etichetta                                  | Note          |
| ----------- | ------------- | ------------------------------------------------ | ------------------------------------------ | ------------- |
| Australia   | 14 marzo 2014 | - CD - CD+DVD - download digitale - Box set - LP | - Parlophone - Warner Bros. - Warner Music | [ 55 ] [ 56 ] |
| Germania    | 14 marzo 2014 | - CD - CD+DVD - download digitale - Box set - LP | - Parlophone - Warner Bros. - Warner Music | [ 57 ]        |
| Francia     | 17 marzo 2014 | - CD - CD+DVD - download digitale - Box set - LP | - Parlophone - Warner Bros. - Warner Music | [ 58 ]        |
| Regno Unito | 17 marzo 2014 | - CD - CD+DVD - download digitale - Box set - LP | - Parlophone - Warner Bros. - Warner Music | [ 59 ]        |
| Stati Uniti | 18 marzo 2014 | - CD - CD+DVD - download digitale - Box set - LP | - Parlophone - Warner Bros. - Warner Music | [ 60 ] [ 61 ] |
| Messico     | 18 marzo 2014 | - CD - CD+DVD - download digitale - Box set - LP | - Parlophone - Warner Bros. - Warner Music | [ 62 ]        |
| Giappone    | 19 marzo 2014 | - CD - CD+DVD - download digitale - Box set - LP | - Parlophone - Warner Bros. - Warner Music | [ 63 ]        |